# (32515) 2001 OU42
2001 OU42 (asteroide 32515) é um asteroide da cintura principal. Possui uma excentricidade de 0.13112070 e uma inclinação de 9.61042º.
Este asteroide foi descoberto no dia 22 de julho de 2001 por NEAT em Palomar.